# Madonna dell'incendio sedato
La  Madonna dell'incendio sedato o Madonna di Costantinopoli è un dipinto di Tanzio da Varallo. Si tratta di uno dei tre quadri del pittore valsesiano che si trovano in Abruzzo.
I titoli diversi con i quali l'opera è nota riflettono due letture alternative dell'iconografia del quadro di Tanzio. 

## Storia
Il quadro fu attribuito a Tanzio da Varallo da Roberto Longhi in uno scritto del 1943. Successive scoperte archivistiche hanno pienamente confermato tale attribuzione, chiarendo anche le circostanze di committenza del dipinto. 
A volere l'opera, saldata nel 1614, fu il barone Tommaso D'Amata, possidente di Pescocostanzo dedito al commercio di lana. Si ignora come il D'Amata possa essere entrato in contatto con Tanzio: un'ipotesi è che il notabile abruzzese abbia incontrato il pittore di Alagna a Napoli dove il primo aveva degli interessi commerciali mentre il secondo vi si era trasferito, in epoca imprecisata, dopo il giovanile soggiorno romano.
In ogni caso, l'opera commissionata dal barone D'Amata avrebbe dovuto essere destinata all'erigenda chiesa francescana di Gesù e Maria di Costantinopoli, i cui lavori di esecuzione furono avviati nel 1611. La costruzione del nuovo luogo di culto però andò molto per le lunghe impedendo così la messa in opera del dipinto nel sito inizialmente prescelto.
Il D'Amata decise allora di procurarsi la disponibilità di un altare all'interno della basilica di Santa Maria del Colle e lì collocò l'opera di Tanzio, dove tuttora si trova.

## Descrizione e stile

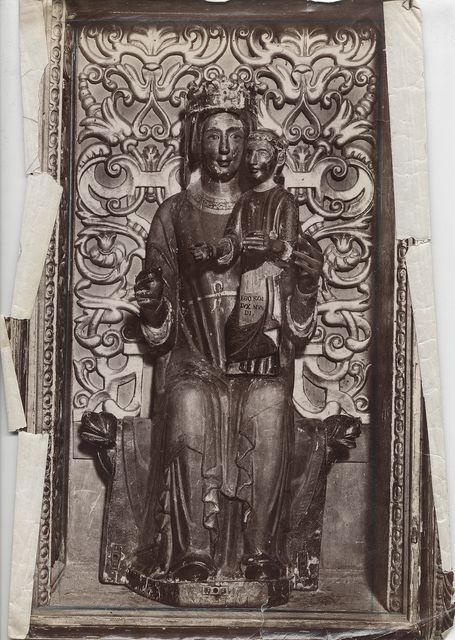
Scuola abruzzese, Madonna del Colle, X-XI secolo, Pescocostanzo, basilica di Santa Maria del Colle

Una ieratica Madonna con il Bambino sta seduta al centro della parte alta della tela su un trono di nuvole contornato da cherubini. Ai lati del gruppo centrale vi sono due bellissimi angeli musicanti.
In basso quattro santi in adorazione della Vergine e di Gesù Bambino: a sinistra san Bernardino da Siena e san Francesco, in ginocchio, a destra santa Chiara in abito monacale e, più a lato, santa Margherita. L'ampia presenza di santi francescani si spiega facilmente con quella che avrebbe dovuto essere la sede di destinazione del dipinto: per l'appunto la chiesa francescana di Gesù e Maria. Santa Margherita invece è oggetto di particolare devozione in Abruzzo attribuendoglisi la miracolosa salvazione della cittadina di Villamagna da un'incursione di pirati turchi nell'VIII secolo.
Al centro, nel mezzo della tela, si osserva un brano di paesaggio visto in lontananza in cui si vede un angelo in volo sopra una veduta cittadina sulla quale versa dell'acqua per spegnere l'incendio che divampa su alcuni edifici. Chiude la composizione, in basso a destra, il notevolissimo ritratto della donatrice, identificata nella moglie del committente Tommaso D'Amata, Pompa de Matteis.
Come già osservava Roberto Longhi la Madonna della pala di Pescocostanzo appare «troppo greca», cioè aderente ad una tradizione arcaizzante, forse ancora viva nei piccoli centri del Sud del tempo, di ascendenza bizantina.

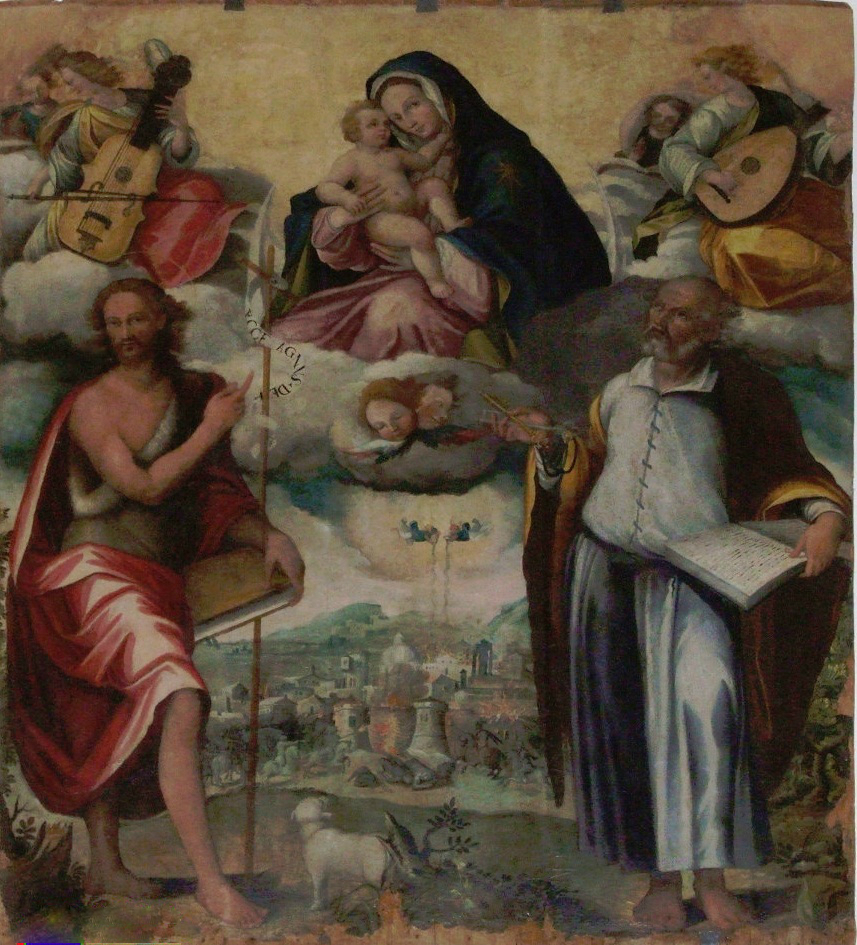
Madonna di Costantinopoli, XVI secolo, Campobasso, Cattedrale. Uno dei molteplici esempi di questa iconografia rinvenibili nel Meridione

Ferdinando Bologna ha messo in relazione quest'aspetto del dipinto di Tanzio ad una venerata statua lignea medievale - pregevole manufatto della scuola abruzzese - presente a Pescocostanzo, nella stessa basilica di Santa Maria del Colle e per l'appunto denominata Madonna del Colle. Nella lettura del Bologna la pala di Tanzio è un vero proprio ex voto alla Madonna del Colle: per lo storico abruzzese infatti l'episodio che si vede al centro del dipinto, con l'angelo che versa acqua sul fuoco, si riferirebbe allo spegnimento di un incendio, avvenuto per grazia della Vergine, che aveva aggredito il convento francescano adiacente alla chiesa di Gesù e Maria, cui inizialmente era destinata la pala, ovvero, ipotesi alternativa, la stessa residenza dei baroni D'Amata. In quest'ottica l'arcaismo della Vergine di Tanzio sarebbe il voluto omaggio all'antica statua oggetto di un sentito culto locale.
Di qui il titolo proposto per il dipinto, ampiamente seguito in letteratura, di Madonna dell'incendio sedato.

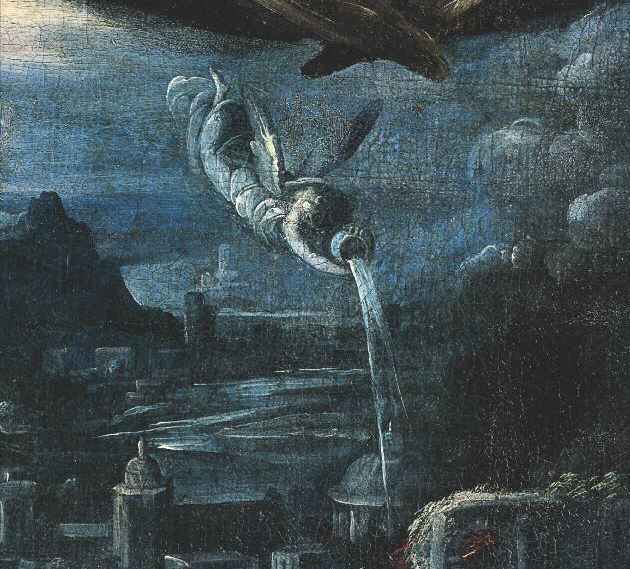
Il dettaglio del dipinto di Tanzio con l'angelo che spegne l'incendio

Più di recente è stata fornita un'altra lettura dell'opera: il dipinto di Tanzio, come dimostrerebbe proprio l'episodio dell'incendio - e in coerenza con la dedicazione della chiesa che avrebbe dovuto ospitarlo, cioè Gesù e Maria di Costantinopoli - riprodurrebbe l'iconografia della Madonna di Costantinopoli, tipo di raffigurazione molto diffuso nell'Italia meridionale in cui al di sotto della Vergine Odigitria compare di consueto una città in fiamme sulla quale si librano in volo degli angeli che versano sul fuoco acqua contenuta in delle idrie (ragione per la quale questa immagine è nota anche come Madonna dell'Idria). Iconografia diffusasi nel Mezzogiorno a partire dal quindicesimo secolo, importatavi da profughi bizantini rifugiatisi nell'Italia meridionale dopo la definitiva caduta di Costantinopoli in mano turca nel 1453. 
La città in fiamme che si vede in queste raffigurazioni è per l'appunto Costantinopoli e l'incendio miracolosamente domato è quello appiccato dai turchi in un tentativo di invasione della capitale dell'impero d'oriente avvenuto nell'VIII secolo. 
Anche la città del dipinto di Tanzio - per questa diversa tesi interpretativa - andrebbe quindi individuata in Costantinopoli - e non in Pescocostanzo come nella prima lettura - come si dovrebbe dedurre anche dalla presenza del mare sullo sfondo, elemento associabile alla Seconda Roma, che si erge sulle rive del Bosforo, e non alla piccola cittadina abruzzese, località montana che dista dal mare molti chilometri.
In questa diversa chiave, l'accentuata ieraticità della Vergine del dipinto commissionato dal barone D'Amata andrebbe spiegata innanzitutto con il modello bizantino da cui deriva l'iconografia della Madonna di Costantinopoli.

## Il ritratto di Pompa de Matteis

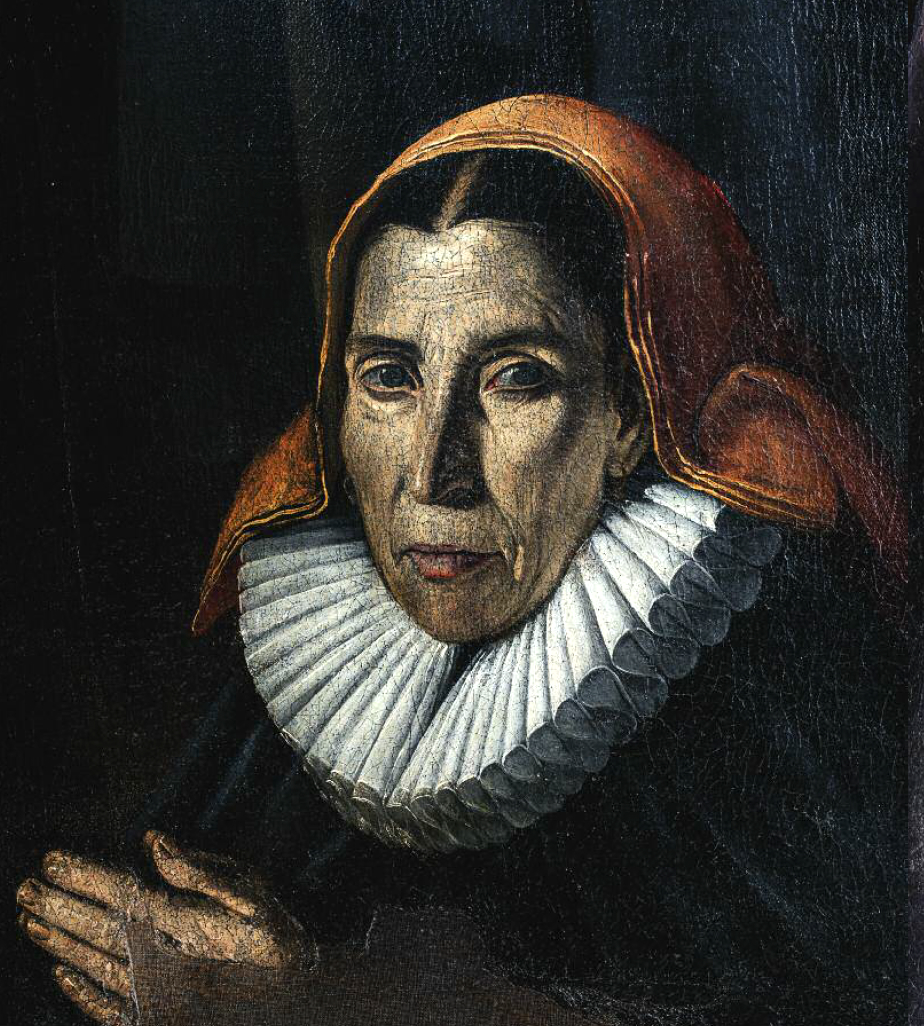
Pompa de Matteis, la donatrice ritratta nella pala di Tanzio

Il ritratto della moglie del barone D'Amata, Pompa de Matteis - «questa vecchia terriera pescolana, asciutta come i legni centenari degli altopiani abruzzesi» nella suggestiva descrizione di Ferdinando Bologna - è un bellissimo esempio delle capacità di ritrattista di Tanzio da Varallo. 
Lo stesso Bologna ha colto delle assonanze tra il ritratto di questa antica abitante di Pescocostanzo ed alcuni esempi della ritrattistica del grande Diego Velázquez quali le anziane donne che compaiono nel Cristo in casa di Marta e Maria (National Gallery di Londra) e ne La friggitrice (National Gallery of Scotland di Edimburgo).
Sempre il Bologna, del resto, avanza la congettura che ritratti di Tanzio potessero essere noti in Spagna, avendo il pittore di Alagna soggiornato ed eseguito opere a Napoli - allora capitale del Viceregno sotto il dominio di Madrid - città dalla quale confluirono verso la madrepatria innumerevoli dipinti. 
Il ritratto della baronessa D'Amata, dalla forte caratterizzazione espressiva, è stato con ogni verosimiglianza realizzato dal vero.
Questa circostanza potrebbe avvalorare l'ipotesi di un soggiorno di Tanzio a Pescocostanzo quantunque non si possa escludere che Pompa de Matteis abbia posato per il pittore altrove (a Roma o Napoli) e che poi la pala di Santa Maria del Colle sia stata inviata, una volta realizzata, nella cittadina abruzzese.

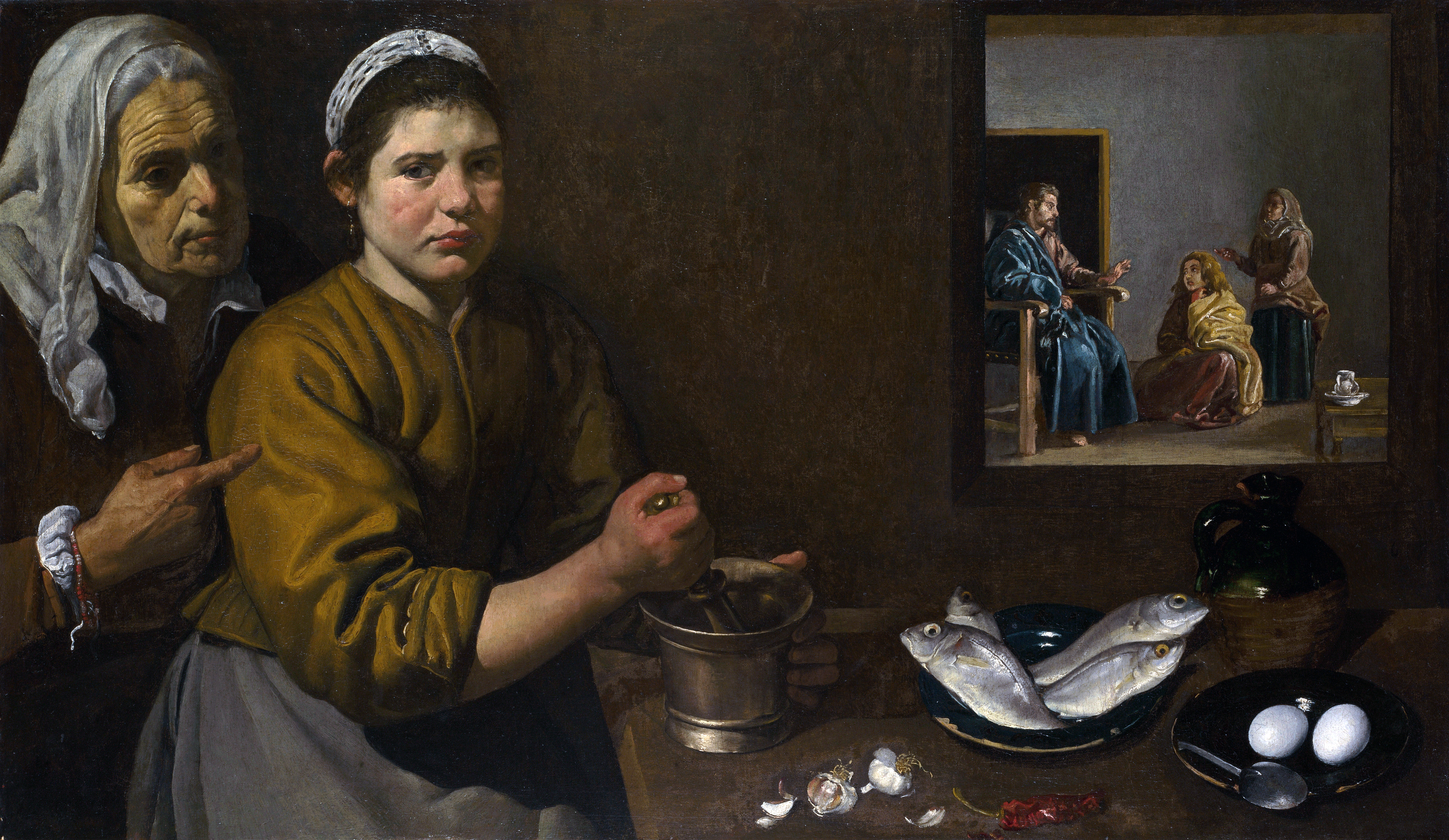
Diego Velázquez, Cristo in casa di Marta e Maria, 1620 circa, Londra, National Gallery
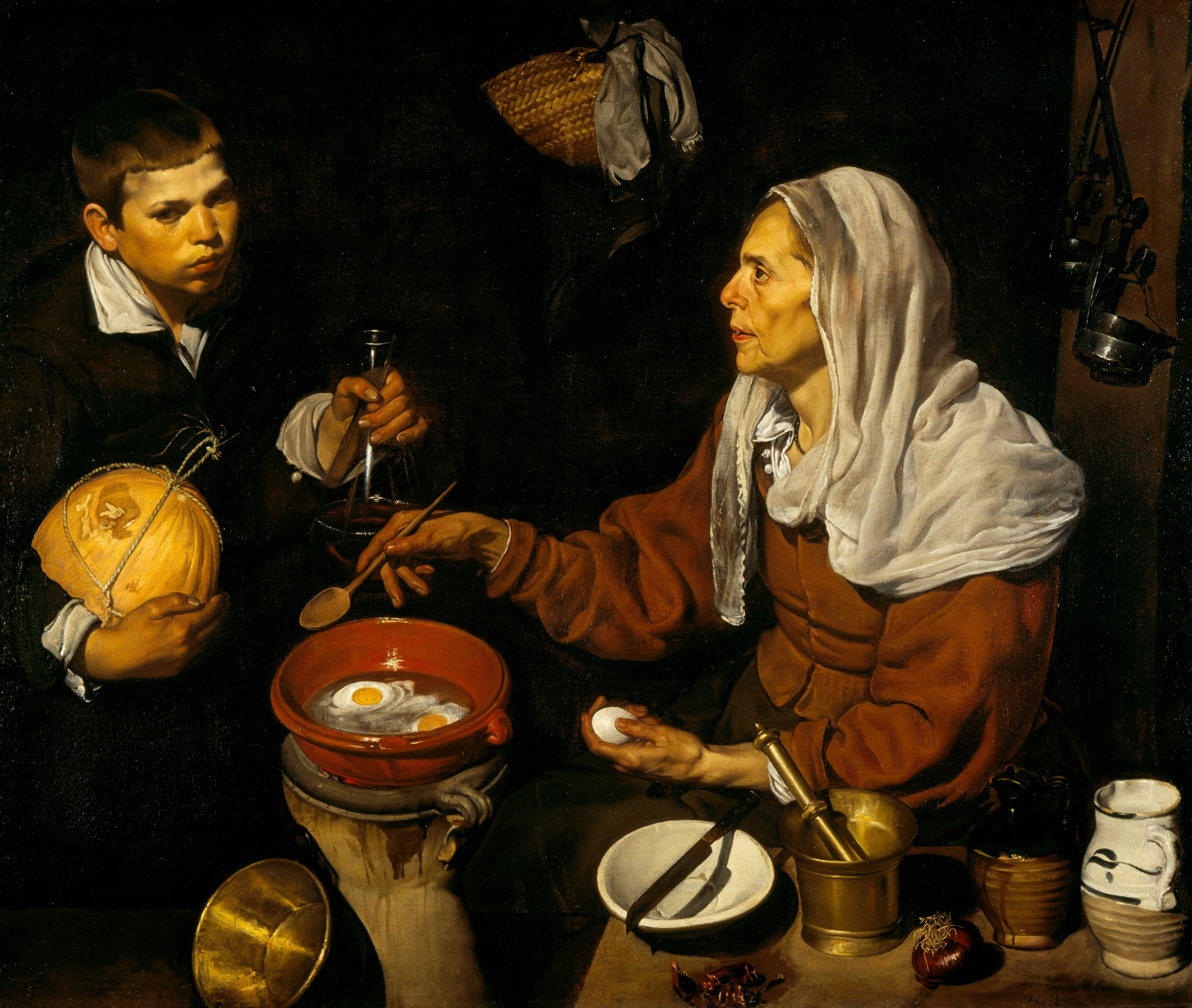
Diego Velázquez, La friggitrice, 1618 circa, Edimburgo, National Gallery of Scotland